# Lyudmila Shubina
Lyudmila Yegorovna Shubina (Kazan, 9 de outubro de 1948) é uma ex-handebolista soviética, campeã olímpica.

## Carreira
Ela fez parte da geração soviética campeã das primeira Olimpíada do handebol feminino, em Montreal 1976, com um total de 7 gols, em 3 jogos.